# جوناثان جاكسون (لاعب كرة قدم أمريكية)
جوناثان جاكسون (بالإنجليزية: Jonathan Jackson)‏ هو لاعب كرة قدم أمريكية أمريكي، ولد في 2 سبتمبر 1977 في دايتون في الولايات المتحدة.

## وصلات خارجية
- جوناثان جاكسون على موقع مرجع كرة القدم المحترفة.كوم (الإنجليزية)